# 南滩子遗址
南滩子遗址，位于山东省枣庄市台儿庄区兰城乡西兰城村，是中华人民共和国山东省文物保护单位之一。
1992年6月12日，授予山东省文物保护单位，是一座古遗址。